# Comcast Center
Comcast Center är en 57 våningar hög skyskrapa i Philadelphia, Pennsylvania. Byggnaden är med sina 297 meter den högsta i Philadelphia, och den 20 högsta i USA. Byggnaden används som kontor, och färdigställdes 2008. Den är byggd i en postmodernistisk stil.  Telekommunikationsconcernen Comcast har sitt huvudkontor i byggnaden, som hette One Pennsylvania Plaza innan Comcast köpte namnrättigheterna 2005.